# ダィテス領攻防記
『ダィテス領攻防記』（ダィテスりょうこうぼうき）は、牧原のどかによる日本のライトノベル。イラストはhi8mugi（ヒヤムギ）が担当。レジーナブックス（アルファポリス）より2013年9月から2017年6月まで刊行されており、作者逝去により未完となる。2021年8月時点で電子版を含めたシリーズ累計部数は61万部を記録している。
メディアミックスとして、アルファポリスにて狩野アユミによるコミカライズが2017年6月から2021年7月まで行われた。

## あらすじ
腐女子の水谷美有は、ある日過積載トラックの荷崩れにより死亡。前世の記憶を持ったまま異世界転生する。ミリアーナ・ダィテスとして転生した彼女は、オウミ王国の北の辺境ダィテス領の公爵令嬢として、前世の記憶を用いての領地改革（魔改造）を行っていった。年頃に成長した彼女に、母親に嫌われ、廃嫡の憂き目にあった元皇太子マティサが入り婿として現れた。
優秀な将にして王級の“加護持ち”マティサは異常なほどの発展を遂げているダィテス領に頭を抱えて、ミリアーナに何故これほどまでの改革を行っているかを問い詰めるが、ミリアーナはただ一言「歴史・文化を進めて、“BL”文化をこの世に興すのよ」。
最強夫婦による国家間の紛争・問題を近代科学と知恵で乗り切る物語が始まる。

## 登場人物

### ダイティス領
ミリアーナ・ダィテス
主人公。初登場時18歳。
黒髪の長髪に小柄な体躯、美少女というわけではなくどちらかというと小動物的なかわいらしさ。
オウミ王国北方の辺境の地ダィテス領の公爵令嬢。転生者でBLをこよなく愛している。
前世の快適な暮らしと萌えを求め、オーバーテクノロジーで領内を魔改造。
肉親は父親のみで、母親は幼いころに病で他界している。
3〜4歳頃から前世の記憶があり、転生後の世界について色々と学ぶ。餓死者すら出る過酷な領内を10年で数倍の豊かさに変貌させる。
領内から出ることなく領運営を行っていたため、婚期を逃しかねないと、父親が王国に婿の紹介を打診したところ、廃嫡された元王太子マティサが来たことに驚愕。
婚前にて自身が異世界からの転生者で持ちうる知識を使って領内を改良したことを告げる。その時にライフワークのBL小説をマティサに読まれて、身もだえてしまう。
作中明言されていないが、“記憶”の王級加護持ちと推測されている（前世で見ただけの蒸気機関車の設計図を、この世界で正確に書き出している等）。
周辺国との衝突等、争いが絶えず、対処に苦慮しているマティサに前世であった戦術や計略を伝えて、すべてを解決させる。
また、自身もいろいろと事件に巻き込まれ、それでも気丈な振る舞いで乗り切る。
BLの“腐教”に熱心で、ダィテス公爵家の侍女の大半が腐女子・貴腐人としており、さらなる拡大を目論んでいる。
マティサとコシスとの衆道の仲については認めているよりは、率先して推奨している（そのまま外からクラリサと聞き耳を立てて、喜んでいる）。
マティサとカズルにBL文化を理解されず、下手に原稿などを見つけられると焚書扱いになってしまうため、日々リオと侍女たちと共に裏に潜んで創作活動にいそしむ。
本人の知らないところで、『影の指し手』『異質の賢者』とも呼ばれている。
マティサのことは「婿様」、父親のことは「パパン」と呼んでいる。
誘拐事件からマティサが公爵位を引き継いだ時に懐妊する。
フィールからもたらされた大陸北方の帝国の情勢から、竜骨越えからの帝国中央に対する干渉を計画する。
前世：(水谷美有)
腐女子人生を謳歌していたOL。
過積載の荷崩れに巻き込まれて24歳で死亡。
BL小説の執筆を趣味としており、設定にリアリティを求めるにあたり、かなりの雑学（歴史・農業・科学等）を幅広く蒐集していた。その事が転生後のダィテス領魔改造に役立ってた。
マティサ・ダィテス(婚姻前：マティサ・オウミ）
オウミ王国第一王子、元王太子。初登場時22歳。
黒髪の短髪に細面、涼やかな黒目と目元を通った鼻梁の奇麗系美丈夫。戦士として鍛えられている細身筋肉質。
実母のリサーナ王妃と折り合いが悪く、王妃派貴族による裏工作で廃嫡される。
内紛の火種になることを恐れたオウミ国王により、ちょうど婿の紹介を願い出ていたダィテス公爵令嬢の夫として婿入りさせられる。
子爵にも拘らず、すべてを投げ出してついてきた副官のコシスに呆れるも、頼りにしている。
ミリアーナから前世のこと、オーバーテクノロジーによってダィテス領が別次元の力を持っていることを知って、王族から追い出されたことを感謝すらするようになる。
ただし、ミリアーナが腐教しているBLについては、あまりに内容が酷い（もしくは世界情勢的にまずい）ものは焚書扱いにしている。
“王級の加護持ち”で、身体能力が異様なほど向上する。キリムと二人ではあるが、ランカナの出城を廃墟にしている。
王太子時代にランカナ王女と婚約していたが、廃嫡した際に婚約破棄されている。
その後、マティサ復権派によるミリアーナ誘拐事件から、正式にダィテス公爵となり、オウミ王国軍独立騎兵隊の隊長となる。
片腕のコシスとは衆道の契りを交わしており、コシスが唯一の相手。気分次第で受けと攻めを変えていることにミリアーナを狂喜させた。
同母弟ジュリアスとの仲はよく、王太子となった弟を盛り立てようと手を尽くすため、ミリアーナからはブラコンとして認識された。
味方からは『戦神の寵児』と謳われ、敵からは『黒の魔将軍』と恐れられている。また、元ミシュ王国である西部地域では『狂王の孫』と呼ばれている。
ミリアーナのことは「嫁」と呼んでいる。
第一子のティスとは仕事の多忙であまりかまってやれず、そのため毎度会う度に泣かれてしまっている。
コシス・カティラ
マティサの忠実な家臣。初登場時25歳。
銀髪にほとんど色のない水色の瞳は鋭く、マティサよりも若干背が低く、武人というよりも学者のような風貌。怜悧な印象の美青年。
子爵であったが、マティサの廃嫡に付いていくため、弟に家督を譲り、すべての役職を辞す。
18歳の時、婚約者が他の貴族令息と浮気した結果、妊娠する騒動となり、女性に対して苦手意識を持っていた。
主君のマティサがダィテス公爵令嬢に婿入りするにあたり、ダィテス領の調査を行って、驚異的な発展について荒唐無稽過ぎて怪しんだ。
マティサがミリアーナと婚姻後、無役の配下として尽くす。
肉体の軽い“加護持ち”である。
マティサとは衆道の契りを結んでおり、攻めと受けの両方をこなしていることに、ミリアーナとクラリサを狂喜させた。
様々な紛争や事件を経て、ミリアーナ付き侍女のクラリサと婚約し、紆余曲折の諸問題を解決して、結婚に至る。
内外から『銀の守り刀』と称されている。
マティサが独立騎兵隊隊長に就任するにあたり、副隊長として就任する。
副隊長を拝するときに男爵位と領地を賜る。
拝借した領地はスェール領。元は初代ダィテス領を監視するための直轄領で隣接しており、またカイナンの密偵組織のオウミ国内最北端の拠点が置かれていた。なお、領地にはあまり戻らず、ほぼマティサに付いてダィテスに滞在することがある。
クラリサ・シュライア
ミリアーナ付き侍女。初登場時20歳。
女性としては少し背が高く、栗色の髪の楚々とした美女。
ダィテス領からほど近い地方豪族の娘で、両親が進める婿を嫌って、ダィテス公爵家の侍女の募集にて、ダィテスに住み着く。
ミリアーナの腐教により、貴腐人としてミリアーナの刎頚之友となる。
ミリアーナに常に侍っており、ミリアーナの片腕として様々なことを一緒に行っている。
おっとりと落ち着いた淑女の振る舞いをしているのだが、自動車のハンドルを握ると走り屋気質に変貌し、ミリアーナ以外の同乗者からは二度と乗車しないと言われている。
自分と同じように、マティサに無私に仕えるコシスを好ましく思っている。
様々な紛争や事件で精神的に不安定になり、コシスが一夜共にした際に懐妊し、結婚する。
同時に懐妊、出産したミリアーナの長子の乳母としても仕える。
リオ・ウシオ
もう一人の転生者。初登場時12歳。
茶色の瞳と髪の素朴な顔立ちのカイナン人。
カイナンとオウミの間の辺境の村に生まれるが、転生者の早熟さ故に両親から気味悪がられ、口減らしで捨てられる。
野獣に襲われてあわやのタイミングで、ダィテス密偵のカズルに拾われる。カズルに自分が転生者であることを伝えると、ダィテス領へと連れられる。
ミリアーナと同じ日本人であることから、そのままダィテスに住む。
前世でBL漫画を発行していたことから、ダィテスではBL小説の挿絵や漫画を描くことに。
カズルに一目ぼれし、努力の末、6年後にリオ・カズルとなる。
ミリアーナのことを「ミリーちゃん」と呼ぶ。
前世：(潮梨緒)
腐女子人生を謳歌していた。
コミケから戦利品を持って帰宅途中に信号無視の車に刎ねられて、22歳で死亡。
BL漫画の執筆を趣味としており、自宅には書きかけの原稿を残していた。
グライム・ダィテス
ダィテス公爵家当主。ミリアーナの父親。
妻を早くに亡くし、男手一つでミリアーナを育てる。
善良だが凡庸で、少々気弱。ミリアーナには押し負ける。
ミリアーナからは「パパン」と呼ばれている。
マティサとミリアーナに領内の運営を任せ、自身は対外的な営業活動を行っている。
王都でのミリアーナ誘拐事件を期に、当主の座をマティサに譲り、隠居する。
エドアルド・アムール
ダィテス領防衛軍の長。一時期は騎士位を取得するために国軍に所属したこともある。
ふわふわの金髪に大きな碧眼。小柄で美少女顔。
初代ダィテス領当主に仕え続けている家系で、マティサに対するコシスのような立場とのこと。
男色家の上に加虐趣味、男娼館からは出入り禁止なった、とミリアーナ談。
好みは、凡庸な容貌に鍛えられた筋肉質の青年男性で、『早風』セイがまさにコレ。そのためセイに対しては異常なまでの執着心を持った。手に入れるためにかなりえげつないことを行った。
能力的には抜きんでているが、男色家趣味優先の行動や言動、職権乱用のセクハラまがいに、ほとんどの部下から嫌悪されている。しかしながら、居なければダィテスの特異な運営が回らないため、諦めの境地となっている。
ミリアーナのBL創作に自身の経験を提供しており、そのハードプレイな題材に、一部の侍女に熱心な固定ファンすら存在する。
ダィテス家の忠臣アムール家の名声を一気に地に堕とした元凶。エルンストを養子に迎えようとする際には、セイのことを『お義母さん』と呼ばせようとするなど、エルンストのトラウマとなる。
竜骨山脈を挟んだ帝国への干渉に際し、前線指揮を任せられる。
セイ
元カイナンの凄腕密偵。
『早風』とはカイナンの密偵に名前はなく通称。
茶色い瞳と頭髪。身体に対して手足が少し長く、引き締まった体格はかなりの筋肉におおわれている。容貌に特徴がないが、アニメ声（美声）という特徴がある。
かなりの凄腕で、かつてエチル王トゥール暗殺任務の際、後の密偵組織の長『不落』と二人だけ逃げ延びている。
肉体的な軽い”加護持ち”であり、馬以上の速度で走り、高い城壁を飛び越える等脚力向上系である。
ダィテス領防衛軍のエドアルドの好みそのものであったことが運の尽き。かなりあくどい方法で裏切り者に仕立て上げられ、カイナンに戻ることもできなくなる。
三国同盟締結の裏工作の際、ダィテスの密偵に組み入れられた。
カズル・ツナガ
フリーの凄腕密偵。
元は滅んでしまった王国の貴族子息。そのため通称が『亡国』と呼ばれている。
ランカナに雇われ、ミリアーナとマティサについて調査しようとして、“曲者ホイホイ”にて捕縛される。“素直になるお薬”によって洗いざらい調査内容を吐かされたことで矜持をへし折られ、やさぐれてしまう。
その後、エドアルドの引き抜き工作で、新設のダィテス領密偵組織の教官役となる。
精神の軽い“加護持ち”で、幻影を使役して諜報活動を行う。
他国への工作からの帰国中、転生者リオを拾い、自分の家に引き受ける。
性格的に男色は好まず、そのためにミリアーナとリオが行っているBL創作活動に理解を示さない。見つけた時には原稿を焚書扱いしている。
自分のことは『小生』と呼んでいる。
ミリアーナがマティサに言われ執筆しているBL以外の小説の内容、生国を滅ぼされた貴族子息の復讐劇の内容が、ほぼ自身の生い立ちに類似していることに戦慄している。
過去には暗殺組織『死の翼』を裏で立ち上げ、『死告蝶』の通り名で恐れられていた。そして暗殺組織を使って竜骨山脈北側のとある王国を滅亡に追いやった。暗殺組織を別の者に託して自身は身を引いた。暗殺組織はその後消滅してしまう。
エチルのトゥール王に女児が誕生した際、騒動を危惧したマティサにより、手助けに派遣され、ルーファス王子暗殺を未然に防ぐ一役を担う。
シャナ王太子暗殺未遂事件のおり、情勢の均衡が崩れることを恐れて、裁量権を与えられてシャナに派遣される。
ティス
ミリアーナとマティサの息子。初登場時1歳。
容姿は舅のユティアス王に似ている。
書籍版からの登場。
トウザから長女オルディーヌとの婚約を打診された。
ダィテスのオーバーテクノロジーは生まれた時から体感しているため、自動車に乗っても平気な顔である。
ラクス
クラリサとコシスの息子。初登場時1歳。
ティスより六日先に生まれる。
書籍版からの登場。
エルンスト・アムール
ダィテス領防衛軍所属のティス教育係。初登場時20代。
中肉中背でふわふわの金髪に碧眼。
領防衛軍の長エドアルドの親類のため、自身の能力は秀でているのだが、エドアルドの悪癖のせいで割を食っている。
アムール家次期当主と周りから望まれてはいるが、そのためにはエドアルドの養子となるため、この件に言及すると地雷となり、とにかく気を使うこととなる。
初代ダィテス公爵
戦上手のオウミ王族であったが、政変に敗れてダィテス領に廃される。
ミリアーナから、自分同様の転生者であることが明かされる。
理由としては代々残されている名言がハンニバル将軍のローマ侵攻など軍事面的なものが多く、職業軍人か軍オタクであった可能性がある。
ダィテス公爵家侍女
ミリアーナの腐教により腐女子・貴腐人となった集団。武術の心得も多少持つものも存在する。
ラン：ダィテス領外からの者。読み専ではあるがミリアーナから才能を見出され、編集部の編集長を任されている。
ソラリア：楚々とした美女。ダィテス領から出してはまずい人。エドアルドネタのファンで、セイがエドアルドに責められる監禁部屋の一切を率先して任されている。
リリアンナ：ダィテス領から出してはまずい人。加虐ネタは嫌いだが主従カップリングとセイの美声推しでソラリアと組んで監禁部屋の一切を率先して任されている。
キアラ：ダィテス領外からの者。オウミ王都ダィテス領館付き侍女。キリム、ナシェル、ケイシ宿泊の際の世話係。
グレイス：オウミ王都のダィテス領館付きの侍女。無表情だがBL談義になると性格が変わる。トウザが宿泊する際にオーバーテクノロジーの使い方を教えている。
ベアトリーチェ：ダィテス領外からの侍女。
ロゼ：腐りすぎてダィテス領から出してはまずい人。
セレナ：ダィテス領付き侍女
編集部
ランを編集長として十数人の侍女たちからなる、ミリアーナによって組織された出版部門。
当初はミリアーナの作品のみを提供していたが、腐教や教育が進むにつれ、侍女たちからも作品を投稿する者が現れている。
むろん発行するからには締め切りや校訂作業があるため、修羅場と化していることがたびたび。
修羅場と化している室内はカズルをして、後ろ足を引かせたほど。
のちにカズルがBL創作活動に対して焚書活動を行うことから、カズルの幻影能力を弾く呪陣を刻むこととなる。

### オウミ
ユティアス・オウミ
現オウミ王国国王。『賢王』と称されている。
王としては珍しく妾も男妾をもっていない。
周辺大国の王すべてが“王級加護持ち”の中、唯一加護を持たず、自身の知略と“王級加護持ち”マティサの脅威を利用したバランス外交を行っていた。しかし、何も分かっていなかった王妃派によって全てを台無しにされてしまった。
ミリアーナ誘拐に際し、自国の密偵組織を凌駕する活躍を見せたダィテスおよびマティサの力量に戦慄する。
リサーナ
現オウミ王国王妃。マティサとジュリアスの母である。
元オウミの隣国ミシュ王国の王女。
マティサとは犬猿の仲。原因は、父親で王級加護の持ち主である国王サイガ（『狂王』）が、ある事件により自国を王自らが滅ぼしたことが原因で、王級加護持ちに根強い嫌悪感を抱いているため。
大陸三大美女の一人として数えられている（他はトゥール王の母親とナリス王の母親）。
ジュリアスを溺愛していたが、ジュリアスが王太子としての自覚を持ち始め、自身の反対を押し切って“王級加護持ち”の王の娘であるサヨを王太子妃としていることから、軋轢が生じ始めている。
次第に王宮内での発言力や影響力が弱くなってきている。
ジュリアス
オウミ王国王太子。マティサの同母弟。初登場時15歳。
黒髪黒瞳の少女のような容貌に、穏やかな性格の線の細い美少年。ミリアーナ曰く「はにかみ可憐系ショタ」「雄姫様ポジション」
自身が王太子に相応しくないと思いつつも、周りの状況により降りることもできない。
王太子として初の遠征として西のエチルへの総大将に据えられてしまうが、軍事的な知識がないお飾り。大敗を喫して王都へ帰還させられる。
三国同盟締結後の祝宴の際、カイナン王の庶子キリムと友誼を結ぶが、直後にランカナ上層部により誘拐され、数時間後マティサ達に助け出される。
ミリアーナの懐妊およびコシスとクラリサの結婚時期を同じくして、ハヤサの第二王女サヨとの婚約が結ばれた。
トリス・カティラ
コシスの異母弟。マティサ王太子親衛隊隊長。初登場時22歳。
茶色の短髪と瞳に、コシスを超える背丈で丸っこい体型。朴訥な顔立ちでミリアーナ曰く“熊”または“大型忠犬”。
マティサが廃嫡された際、主に付いて行く兄コシスよりカティラ子爵家を継承し、そのままジュリアスの王太子親衛隊隊長に就任する。
王妃派の貴族が縁故で王太子親衛隊に子息を参加させたため、隊内では対立が起こっており、自分もあまり追加人員についてよく思っていない。
隊内の対立について、オウミ王からマティサ親衛隊時代の人員を独立騎兵隊に移籍し、隊長（自身は隊長代理と思っている）となる。
マティサとコシスが隊長・副隊長に就任の際には、隊員全員で感極まって泣き出している（もっとも、書類仕事が苦手のため、これでやらなくて済むと涙でもあった）。
ユリナという妻がおり、結婚後しばらく子を授からなかったが、のちに子供（マルス）を授かる。
レナード・ナジェ
ジュリアス王太子親衛隊の隊員で、ナジェ侯爵家次男。
ジュリアスの王太子就任に伴い、親衛隊に追加された人員のまとめ役。
ジュリアスを盛り立てようとしているが、実力が伴わない。
西側貴族出身ではあるが、王妃派閥ではなくあくまでもジュリアスに忠義を尽くす。
軽いながらも“加護持ち”である。かつては騎士団に所属していたため戦場の経験があり、追加された人員の中では数少ないまともな実力者。
マティサやコシス、前任者のトリスに比べて自身の部隊を率いる能力の低さに思い悩む。
ミハエラ・クラウド（元シュランク）
ジュリアスの元学友。儚げな美貌の持ち主で、非常に頭が切れる。元侯爵家子息三男。母方はイマイセ伯爵家。
渦巻く銀髪に菫色の瞳、唇は女性的な細面に似合う色。軽い“加護持ち”でもある。
ジュリアスの学友として付けられていたが、マティサ王太子廃嫡のおり、学友全体を王妃縁故の貴族子息に差し替えられ、実家よりも絶縁された。
2度の戦争に縁故のみの軟弱子息が離れたことにより、元学友が復帰することになったが、その消息が2年以上もつかめなかったため、最後の復縁者となる。
勝手な人事のため復縁させるのに難儀したが、マティサが直接説得に当たり、復縁に成功させる。
マティサの評価は、自分にとってのコシスのような存在とのこと。
親衛隊復帰初日に、縁故採用者たちに対する痛烈な進言に危うく、内部衝突を起こしかける。もっともこれは、縁故採用者の中で使える者使えない者を判別するためでもあった。
盗賊団討伐後、無能者の団員を親衛隊にいられない状況に追いやり、慢性的な人手不足がさらに加速する。
新たに配属されたキース以下東方騎士団出身者の育成に自ら志願して、その意識改革を行う（ギリギリまで相手を追い詰めたうえで回復させ、さらにギリギリまで追い詰めるという過酷な方法）。
よく知るものからは狡猾な蛇にたとえられており、自身も蛇を自称している。
キース・シロク
オウミ東方貴族の元シロク騎士団所属で、王太子親衛隊に配属となった青年。
黒い瞳に黒髪。若々しい端正な顔立ちに鍛えられた肉体。
マティサと轡を並べる騎士団出身のため、ジュリアスが王太子に相応しくないと思っている。
マティサを心酔しているため、少々自身の理想に当てはめてしまうきらいがある。
東方騎士団所属ということで対カイナンにのみ視野が偏っているため、マティサからはそのあたりのことを危惧している。
カイナンの属国ナグモに一時期、思考誘導されていたようだが、マティサとミリアーナが築き手を打つ。
ミハエラのしごきに対して脳筋ぶりを発揮しているため、回復をおろそかにするたびに、訓練場の片隅に簀巻きにされている。そんな時にミリアーナと初顔合わせを行われている。ミリアーナの評価は『濃ゆい…』とのこと。
トーリィー・シンラット
オウミ南の侯爵家当主。初登場時29歳。
明るい金髪に海のような青い瞳。貴公子然とした容貌。
エチル侵攻後に父親から代替わりする。父親は侵攻大敗後、辺鄙のちに半ば幽閉に近い状態にしている。
弟といとこがおり、ジュリアス王太子親衛隊に縁故採用で入っていることに呆れている。
四か国同盟より少し前にダィテス領館家令ナシェルにマティサ復権を企んでいる中央貴族のことを匂わせた。明確な名前を出さなかったため、ミリアーナ誘拐事件の際、怒れるマティサに詰め寄られて、ホルン侯爵の名前を出し、潔白の証に捜索活動に参加することとなる。
マティサが“キレる”寸前ヤバイ状態になったのを見て、マティサの祖父『狂王』が自国を滅ぼした逸話が脳裏をよぎる（愛妾が子供を身ごもったが、王太子他が国の為にならないと殺害。それに激怒した狂王がその場にいた王太子や国の中枢にいた貴族達を皆殺しにした）。
王太子ジュリアスへの忠誠の証に親衛隊に残していた弟といとこが王太子妃サヨを公然と貶めたため、二人を殺しかねない勢いで杖で殴打し、親衛隊を辞職させた。
王太子妃誹謗中傷事件に際し、ハヤサへの謝罪のためミリアーナと談笑し、知己を得る。
現在の妻クレナの前に婚約者がいたが、家が凋落したことで婚約破棄をしている。
クレナのことは表には出していないが深く愛しており、クレナがダィテスの腐環境に傾倒していることに子犬のように拗ねてしまう。
クレナ・シンラット
オウミ南方貴族シンラット侯爵夫人。シンラット侯爵家の分家筋に当たる。
日本人である前世を持つが、ミリアーナやリオのようにはっきりとは記憶が戻ってはおらず、幼少期には酷い妄想だと怯えていた。
栗色の髪に茶色の瞳、中肉中背の凡庸な容姿に薄く散ったそばかすがアクセント。
ハヤサへの謝罪の献上品の中のダィテス産和風プリント布地を見て、ダィテスに自分と同じ転生者がいると確信する。
夫のつてで王都のダィテス領館にてミリアーナとリオとの出会いを果たす。確認の仕方が『儲かりまっか？』『ぼちぼちでんな』の日本語による大阪商人定番の受け返しを行う。
この世界の文化・文物の中世期とそぐわないことについて、明確に判断できている（ミリアーナがもたらしたオーバーテクノロジーが産業革命を超えて近代工場制機械工業に至っていることを指摘）。
幼いころに転生知識チートとして、現代日本式の簿記と商品管理法を広めてしまう（ダィテスはミリアーナにより広められていた）。
夫トーリィとは八歳の頃に、自身の知識チートを見出されて、婚約する。当時トーリィ十八歳、士分の身分と侯爵家次期跡取りが確定していたため、数多くの女性が群がっていて大変な状態であった。
いつかは婚約破棄されると思っていたが、15歳になるころに結婚と相成った。のちに一子を授かる。
トーリィとの間は夫婦というよりは領地経営の上司と部下の感覚。
BLについては読み専で、ダィテスの腐界について知らされると、ミリアーナにネタを提供して創作活動をお願いする。
前世：（不明）
商業高校に通っていた日本人。
作中の話し言葉が大阪弁であることから、関西近郊に住んでいたと思われる。
水谷美有や潮梨緒と同様、腐った趣味を持っていた腐女子。
フレグル伯爵
南方貴族派閥で、シンラッド侯爵の一派。
親衛隊に親族を出してはいたが、無能のため退役させる。
王妃派の内情を探る目的で、王妃派の中に残る。
ホルン侯爵
オウミの王都寄りに領地を持つ侯爵家。
王妃派ではないが、権勢に執着している。
マティサ復権派の筆頭。
ジュリアス王太子の実力不足を期に、マティサの王太子復帰を目論む。シンラット侯爵や東の貴族に持ち掛けるも、すげなく追い返される。
ミリアーナ誘拐事件では“キレ”かけのマティサに詰め寄られて、所属する派閥の情報を提供する。
リシュナ・ロゼッタ
オウミの男爵家の娘。
金褐色の髪をした大人しめの少女。
四か国同盟締結後にミリアーナを王宮から連れ出した。
マティサに好意を抱いている令嬢の一人で、急に現れたミリアーナが当然のような顔をしてマティサの隣にいることに嫉妬し、挙げ句ミリアーナがマティサを辺境に縛り付け苦しめていると聞かされ罰を与えようとした。
メイローサ伯爵がミリアーナを連れて行ったあと、自宅に戻り、ミリアーナの捜索にやってきたマティサの怒気に触れて気絶。ダィテスで用いられる自白剤で洗いざらいしゃべらされる。
事件以後、大きなお咎めはなかったが、父親から修道院に送られる。
グロリア・メイローサ
オウミの伯爵家の娘。
茶髪の気の強そうな少女。
リシュナに命じてミリアーナを城から連れ出す。
リシュナ同様、マティサに好意を抱いている女性の一人。
嫌がらせをしようとしたところ、父親の伯爵が便乗しくる
メイローサ伯爵
娘とリシュナの行ったミリアーナ連れ出しに便乗して、マティサの復権のために、ミリアーナに離縁するように迫る。
結局、王都中の捜索活動により、ミリアーナが保護された時に捕縛される。捜索に参加した全員から、殴りたいと思われた。
王の裁きにより、伯爵家は爵位はく奪、伯爵と娘は罪人として扱われることとなった。
ノクト
オウミ王国の密偵組織の長。
優秀ではあるが、他の国の密偵組織に比べると、格段に落ちる。
ジュリアス誘拐事件の際、何の役にも立たず、マティサからは呆れられている。
さらにミリアーナ誘拐事件では影から護衛について、男爵令嬢に連れ出されているにも気にも留めず、ダィテス側への連絡が為されたかどうか確認していない。
ソレイユ
オウミ東部を管轄するボルソワ騎士団の団長。
王太子親衛隊
ジュリアスが王太子となってからは、トリスが隊長だったが、古参（つまり実力者）の千人が独立騎兵隊として分離してからはレナードが隊長として就く。
隊員は“王級加護持ち”ケイシ・エタル、ラディン、シュライアス、グインなど。
廃嫡騒動の折に、王妃に就いた西・南の貴族の無能子息が大半を占めていたが、ランカナ戦で初陣を経験したことで、除隊してしまい、定員割れを起こしている。そして民からは札付きの貴族子弟の集まりとして、何も期待されていない。
情勢が安定するのに際し、王妃によって排斥されたジュリアスの学友のミハエラ他が復帰した。
縁故組と古参組、復帰学友組が混在で内部紛争していたが、西方貴族領地で発生している盗賊団討伐にて、ある程度の和解する。
盗賊団討伐後、無能者を排除する動きが進んでため、人手不足が加速。カイナンとの同盟が安定するのに伴い、東のボルソワ騎士団から十数名移動が発生する。

### カイナン
ゲイン
『強欲王』と呼ばれる東の国の王。
王級加護持ち。初登場時40代半ば。
前王の長子で、王座は約束されていたものの、父王を追放して王位についている。
赤い頭髪に白髪が少し混じって、年齢の割に堂々たる体躯。
美形ならば男女問わず性愛の対象とし、自身は「攻め」一択。かなりの子沢山で、現在も増え続けている。
民に対しては、なんとか救いたいと考えており、ミリアーナが提供する土壌改良を見返りとした三国同盟に同意する。
ランカナ討伐戦の事前打ち合わせの場で、キリムが親や王に対して真っすぐな敬愛を示すことに、以前に閨に及ぼうとしたことに気まずさを感じた。
キリム・ナダ
『強欲王』ゲインの庶子。初登場時18歳。
王級の加護持ちであり、マティサと同じ身体能力が向上する。
子爵位を拝している。ランカナ討伐戦後は伯爵に陞爵する。
燃えるような赤毛に生き生きとした茶色の瞳、童顔のやや丸みを残しているきりりとした顔立ち。ミリアーナ曰く「元気系ショタ」。
まっすぐな性格で、王の庶子という身分に驕ることなく、明朗快活で裏のことなど知る由もない。
同時に男女関係や戦場の衆道についての知識がない。衆道についてはミリアーナのBL小説（挿絵付き）を読まされ、焦燥した。
カイナンの一領主の娘が一度の情けにて授かった子供。
ゲイン自身は知らなかったため、とある戦のなか抜きん出た働きをした見目麗しいキリムを閨に呼んでことに及ぼうとする前に、そのことから発覚し危ういタイミングであった。
そのためゲインの老若男女問わずの色欲を知らず、父親を慕っている。ゲイン自身は知らずに閨に呼んでしまったことに後ろめたさを感じている。
異母兄である王太子からは溺愛されている。
春の祝宴にカイナンの代表の一人として参加し、ジュリアス王太子と友誼を結ぶ。
誘拐されるジュリアスを助けようとするも、ジュリアスを人質として取られて一緒に連れ去らわれる。
その後、ランカナのフラノ宰相がジュリアスを凌辱しようとして、“キレ”たことで“王級加護持ち”に覚醒。マティサと共に一夜で城を崩壊させた。
かなりの初心で、トウザが“加護持ち”の暴走状態を抑制するために花街に連れて行こうとしたが、逃げ出してしまう。
ランカナ討伐戦の事前打ち合わせの場で、トウザが親のナリスを殴り倒すことに、親は敬うものであると真摯に怒る。
ランカナ討伐戦以降、『清廉なる盾』と称されることになる。
オウミ国との同盟強化の策として、オウミに留学している。
エチルのルーファス王太子暗殺未遂事件からの黒幕の国に対する討伐軍に、カイナンの大将として参加。示威行為の一環でマティサとトウザと三つ巴の模擬戦を行う。
ジュリアスとサヨの婚姻後少しして、キリム自身もカイナン貴族子女との婚姻となった（この婚姻についてはWeb小説にて公表されている）。
ジョルジュ・ウサカ
オウミの西部敗戦に乗じて攻め込んできたカイナンの武人。
“加護持ち”ではなく、自身の才覚のみでのし上がってきた。
ゲインと閨を共にしており、『寵臣』と呼ばれている。
『不落』
密偵組織の長で『不落』
トゥール暗殺の実行、失敗の際、『早風』セイとともに生き延びた経歴の持ち主。
ロザリア
ゲインの娘の一人。
四か国同盟（新年の祝賀）に同行させ、ジュリアスかルーファスとの婚約を結ぼうと画策する。
しかしながら、トゥールやナリスの美貌の前に敢え無く、行動をしなかった。

### エチル
トゥール
『無敗王』と呼ばれる西の国の王。初登場時31歳。
城に近い銀髪と薄い灰色の瞳、美姫に見まごう美貌、小柄でたおやかな妙齢の美女に見えるほど。
兄王を廃して王位についてる。
『慈悲深き』と称されるほど、善性に富み、他国への侵攻などは行わず、道理に合えば強国であろうと援軍をだす。
王級の加護持ちである。
初陣から敗北を喫していないことから『無敗王』と呼ばれている。
かつて互いに想い合っていた許嫁がいたが、前王が強引に妾に召し上げてしまった。
婚約者は懐妊して子を産むが産後の肥立ちが悪く亡くなる。その時の子は、兄王を打倒した後、養子としている。
オウミが新王太子の拍付けに攻めてきたのを返り討ちにし、戦後交渉にマティサを指定した。
王太子から廃嫡され、オウミに居場所がないならと招くが、ミリアーナとの良好な関係を知り諦めて、祝いの言葉を述べる。
ルーファス
エチル王太子で、トゥールの義理の息子。ミリアーナと同い年。
前兄王と元許嫁の間に生まれた子で、兄王を倒した後、養子として迎える。
淡い金髪に灰色の瞳、背はトゥールよりも高い。
養父のトゥールを尊敬しているのだが、そのあまりの美貌と無意識の色気に、常に「あれは義父上……」と心の内で念仏のように唱えている。
各国の王太子や姫の集まりの中、キリムの血縁に頼らず自分の力を高めて進む姿に羨ましさを感じている。
次の国王となることに関して、国内でトゥールの血統を推す勢力があるのだが、一番そのことを望んでいるのがルーファスであったりもする。
トゥールに女児が誕生したことにより、国内外で騒がしくなり、自身の暗殺未遂があった。
最終的に、生まれたばかりの従妹セレスと婚約することで、トゥールと自分の希望通りの結果となる。
ヒナキ
年齢の読めない妖艶な美女。組織の2代目頭で、二つ名に『傾国』と呼ばれている。
金髪の碧眼、妖艶さと清廉さを持った美貌。女性としては背が高く、それでいて女性らしい柔らかい曲線美の肢体をもつ。
トゥールを心底慕っている。
三国同盟の密約会合時、ダィテスのウィスキーに酔っぱらったゲインがトゥールを口説いたことに腹を立て殺そうともした。セイと不落によって事なきを得ている。
ミリアーナのティスが1歳の頃に、トゥールとの間に女児を懐妊する快挙を成し遂げ、各国に激震が走った（影の者のため、ダィテス以外に名前は伝わってはいない）。
奥宮に入ることを拒んではいたが、娘には母親が必要ということで入ることとなる。
セレス
トゥールとヒナキの間に生まれた女児。
名前はトゥールの元婚約者の名前。
密偵集団
元はエルバンス公爵（トゥールの元許嫁の家）子飼いの密偵集団。トゥールが王となった際、組織丸ごと献上された。
火勢のヒスグ、狐火のコリン、アカザなど。
ナグス・カツイ
エチルの剛将。
軽いながらも“加護持ち”で、それ以上にトゥールへの忠誠心で知られている。
トゥールからの信頼も厚い。

### ハヤサ
ナリス
『虐殺人形』と呼ばれる南の国の王。初登場時41歳。
濡れ羽色の美髪、中背で手弱女のような細い体躯。人形のような白磁の肌と美貌は見る人を慄けさせる。
生家の主家を打ち滅ぼして、新しくハヤサを興し国王となる。
実年齢の半分の年齢にしか見えないほど。
息子のトウザ曰く、物心ついた頃から容貌が変わってないとのこと。
王級の加護持ちであり、巨大な斧を振るう。王級加護持ちの中でもトップクラスであり、剛力に関してはマティサやトウザよりも格上。
元モグワール国第五王子で、21年前に同国の有力豪族ハヤサの総領娘で女だてらに出陣する“王級加護持ち”『ハヤサの鬼姫』オクタヴィアへ婿入りする。
政略結婚ではあったが夫婦仲は良く、三男三女をもうけている。
モグワールが代替わりして、ナリスの長兄が王となった途端、愛妻を暗殺されてしまう。
これに激怒したナリスは生家に宣戦布告を行い、知略で周辺領主・豪族を調略してモグワールを滅ぼしてしまう。
なお、妻の暗殺にかかわった自分の兄弟たちを凄惨極まるやり方で殺している。
ハヤサの人間ではあるが内陸出身のため酒に弱く、トウザを妻と間違えては叩きのめされている。
オウミ・カイナン・エチルの三国同盟については、裏で工作をした者の存在に気づき頭を抱える。後にマティサから話を受けた息子から同盟参加を打診されて、了承する。
ジュリアス誘拐事件については、緘口令がしかれていたが、筒抜けであり、戦が起こることすら既成事実として準備を進めた。
ランカナ討伐戦の事前打ち合わせの場で、マティサの後ろの『影の指し手（ミリアーナであることまでは知らない）』について示唆する。
マティサのことは「月殿」と呼んでいる。
ナグモによるオウミ東方騎士団調略に端役から気付いているが、手を出すことはしなかった。
ダィテスから提供された天測航法・羅針盤・冷蔵庫などに始めは喜んでいたが、ダィテスとのつながりを切れば手に入れられないものに強く依存してしまっていることで、ダィテスの経済侵略に気づき嘆いている。
トウザ
『ハヤサの鬼』と呼ばれる王太子。初登場時20歳。
海風に焼けた赤茶けた髪に黒い瞳。野性味の強い、粗削りで鍛え上げられた体躯。
王級の加護持ちであり、海戦時のすさまじい跳躍力や敏捷性、遠距離の視認に特化しているが、剛力も常人を超えている。
モグワールとの戦争に際し、オウミにモグワールに組しないことの交渉に訪れる。この交渉を交わしたのがマティサであり、両国の同盟にいたる。
父ナリスからは『顔も気性も妻そっくり』と言われて溺愛されており、ナリスが酒に酔って妻と間違えて貞操の危機を感じている。
王太子ではあるが、かなりの自由行動をしており、かなりの情報通である。
ランカナ戦の事前打ち合わせの場で、禄でもないことを言ったナリスを殴り倒す。
婚約者がいたが、主家モグワールとの戦争で婚約者の生家がモグワール側についたため解消された。
元婚約者サナは、戦争の折、落ち武者狩りに乱暴され精神を病んでしまったが、のちにトウザが寵姫として子供をもうける。
天測航法に羅針盤、冷蔵庫、壊血病の予防法など、有用な技術や物品を提供するダィテスとのつながりを強化するため、長女オルディーヌとダィテス公爵家嫡男ティスとの婚約をマティサとミリアーナに打診する。
オクタヴィア
ナリスの妻で、元モグワール王国の豪族ハヤサの総領娘。
『ハヤサの鬼姫』と呼ばれる女丈夫で、嫌われている者たちからは醜女呼ばわりされている。
20年前に主家のモグワールによって暗殺されてしまった。
女性とは思えぬ体躯で、男嫌いの女好きにして、サド。
王級の加護持ちであり、トウザと同じ加護と説明されている。
入婿としてナリスのことを聞いて最初は嫌悪していたが、初顔合わせでナリスの手弱女のような容姿とその性癖を感じ取り、口よりも先に蹴とばして足蹴にした。
ミリアーナからは一度会いたかったと言わしめるほど。
作者も出番を作りたかったと活動報告で述べている。
ゴンザ、センザ
トウザの弟たち。
ゴンザは武人肌、センザが文官肌。
二人とも兄と同じく母親似。
タヴィナ、サヨ、モナミ
トウザの妹たち。ナリスと同じく人形のような美しさを持っている。
モグワール王族が美女に目がないことで知られていたため、王族に取られないようハヤサの屋敷から外へ出さずに秘匿されていた。このことから『ハヤサの掌中の珠』と称されている。
礼儀作法は学んでいるが、社交界を知らずに育った。
タヴィナは東の海洋国家フィールの王太子ワイズに嫁いでいる。ナリスに瓜二つの美貌の持ち主で、夫からは『人を惑わす海妖』と称されている。
サヨはのちにジュリアス王太子妃となる。性格はかなりおおらかで、自身を罵倒されたにもかかわらずほとんど気にもしていないし、何を言われたのか分かっていない。
ソウマ
トウザの腹心。ハヤサの分家筋。
トウザより10歳年上で、子がいる。
オニビ
ハヤサの密偵組織の長。
情報攪乱が得意だが、無口。
サナ
トウザの元許嫁。シラハの娘。
ハヤサとモグワールとの内戦の際、家がモグワールに就いたことにより敗北して落ち武者狩りにより乱暴を受けて精神が病み、幼児退行してしまっている。
のちにトウザとの間に女児をもうけ、最終的には三男三女の子に恵まれた。
オルディーヌ
トウザとサナとの間にできた第一子の女児。通称『オル』。
名前の由来は、母方の曾祖母（オクタヴィアの母親）。
ナリスとトウザの意向でダィテス公爵家嫡男ティスと婚約する。

### ランカナ
ナシェル・オーガス
西南の国ランカナの元副宰相。のちにダィテス領館付きの家令として仕えている。初登場時28歳。
栗色の髪に碧眼。中肉中背の温和そうな顔立ちに、毒舌家。
ランカナの公爵家の三男で、武門の家柄に反して文官気質。上の兄二人がハヤサ（旧モグワール）との戦争で亡くなったために、公爵家を継ぐ。
ジュリアス誘拐について反対していたのだが、強行されてしまった。
そのあと王と王女に誘拐計画の杜撰さを愚痴るも、逆切れされてオウミへ賠償を求めろと無茶振りされる。
もちろん、すでに戦争準備を終えていたオウミ・カイナン・ハヤサから宣戦布告される。
たまたま足止めされて傭兵として参加していたケイシにどうにもならない状況に泣きつき、深い関係となる。
戦後処理にて、ケイシともどもダィテスに引き取られる。
マティサからミリアーナに渡され、王都のダィテス領館家令となる。
ダィテス領にてオーバーテクノロジーを目の当たりにし絶句する。
四か国同盟より少し前にトーリィ・シンラットからマティサの復権を目論む中央貴族の派閥がいることを忠告される。
ミリアーナ誘拐事件で、事前情報からマティサの復権派が関係していると推理して捜索を推し進める。おかげでマティサが“キレて”ダィテスのオーバーテクノロジーを使用することを思いとどまらせる。
シュグラ
ランカナの王、ダイアナ王女の父。
短慮で自分の思い描いた妄想が実現すると思い込んでいる。
ダイアナ
ランカナの王女殿下。初登場時18歳。
巨乳で、嫁き遅れである。
元王太子マティサの婚約者だったが、廃嫡された際、婚約を破棄している。
ジュリアスが王太子に就任すると、婚約を持ち掛けてくる。
男同士の衆道に理解を示さず、汚らわしいとさえ思っている。
春の祝宴にも参加し、ジュリアスの許嫁になる工作をしたり、ミリアーナにマティサとコシスの衆道の契りを伝えて、嫌がらせを行う。
フラノ
ランカナ宰相の公爵。
春の祝宴でジュリアスとキリムの誘拐を指導した。
かなりの強欲で、ジュリアスとダイアナに既成事実を作る前に、自分がジュリアスを襲おうとした。

### カガノ
ケイシ・エタル
西の小国から来た青年。オウミ王国の親衛隊に所属する。
『黒風』と呼ばれている。元々は愛馬（オルタンス産）の名前だったが、いつしか混同されてしまった。
長く伸ばした髪を風習に従って三つ編みにし、細面で眉目秀麗な優しい顔立ち。見上げるような体躯をしている。
カガノ公爵家に生まれ、弟妹がいる。
王級加護持ち。
カガノの三の姫と結婚するはずが、他国の王太子が見初めたことで、挙式の半月前に婚約破棄となる。
婚約破棄を期に、公爵位を叔父に譲り、国を出奔する。最初に到着したランカナが直後に戦争に突入したため、ナシェルからの懇願でランカナの兵として参戦する。
“王級加護持ち”を証明するため、港からハヤサの軍船への超々距離の弓矢を放って見せる。その軍船にトウザが居たため、二人だけの弓矢合戦となり矢が尽きたことで逃げ出す。
陸戦において、マティサと一騎打ちを行い、敗北する。
戦後処理にて、ナシェルともどもオウミに引き取られる。
マティサの推薦でジュリアス王太子親衛隊の隊員となる。
親衛隊就業初日、隊長レナード不在の折であったため、縁故採用の隊員から決闘を申し込まれ、その全員を叩きのめしてしまう。
ナシェルがダィテス領館の家令に着任後は休日を利用して恋人として逢瀬を重ねている。
ミリアーナ誘拐事件時は休みであったため、ナシェルから呼び出されて、マティサが完全に“キレた”際の引きとどめ役にされる。ただし、マティサを見た瞬間、死を覚悟した。

### オルタンス
ジェイクス
オルタンスの王太子。
ケイシの婚約者カガノの三の姫オルシェッタに一目ぼれして、自分の花嫁にしてしまった。
花嫁が自国に輿入れした時に、妹のフレアから三の姫とケイシの婚礼半月前の婚約破棄、および王太子としての名声が地に堕ちていることを知る。
フレア
オルタンスの王女で、ジェイクスの妹。
英雄や豪傑などの話に目がない。
兄王太子のやらかしたことに憤慨している。ただし、その憤慨は個人としてではなく、国として“王級加護持ち”のケイシが自国の敵になるかもしれないことに対して。
カガノの英雄ケイシを国に居られなくした元凶として、ジェイクスとオルシェッタの民からの信頼や家臣達からの忠誠心が揺らいでいたため、別の慶事で目を逸らせる目的でハタカの王太子に嫁ぐ。

### フィール
ワイズ
フィール王太子。ナリス王の長女タヴィナを正室としている。トウザより年上。
トウザより年上ではあるが、嫁がトウザより二歳年下のため、『義兄上』と呼んでいる。
トウザに女児が誕生したことを受けて、自身の子との婚約を目論んだが、ハヤサ全体の意思とトウザの意思でダィテスとの婚約を先んじされた。
ダィテスとマティサに興味をもち、トウザを介して紹介してもらう。
ミリアーナに反物とお酒、冷蔵庫を提供されて大いに喜ぶ。

### シャナ
トウシュ
シャナ国王。初登場時28歳。
短髪黒髪のエラの張った童顔の黒い瞳。
王妃とは十七歳の頃に一子儲けている
心優しき性格で、王太子暗殺未遂で手引きし、口封じされた臣下の身を案じるほど。
王妃の不義については、王妃の生国からは王妃の処刑を望んでいたため、幽閉中の王妃を病死として、不義の相手と共に逃がす。
衆道は好んではいない。
イシュ
シャナ国王側近。国王トウシュのいとこにあたる。
短髪銀髪の細面で、実年齢よりも年上に見える。
クールに見えて、実は熱い一面もある。
妻帯しており、巷では夫婦ともに国王の愛人ではないかとの噂がまことしやかに語られている。
妻のエーレルは亡くなっており、息子ランシは父親似である。
カズルより王太子暗殺事件の首謀者とその対応について告げられ、苦慮しながらも対応する。
トウゼン
シャナ王太子。
帝国との紛争中に暗殺未遂事件に巻き込まれる。
父親の国王トウシュに似た大柄な筋肉質。
イシュの子息ランシとは付き合いの長い幼なじみ。
王妃
他国の姫君。
トウシュ国王との間に王太子を儲けたが、帝国の侵攻防衛の最中、不義を働き間男の子を孕む。
不義の原因は側近とその妻を愛人にしているとの噂を鵜飲みにしたため。王妃付の家臣たちも、小国に追いやられたことに不満を抱いて、王妃の不義を助けてしまう。
そのため離縁されたのだが、生国に戻される前に孕んだ子共々病死してしまう。
セーレ
シャナ王宮女官長。
国王トウシュとイシュはわが子も同然として仕えている。
側室を儲けるよう進言するが、それは新たな世継ぎを求めるのではなく、心を助ける支えとなるものが必要として進めている。
それが少し行き過ぎて、イシュと同衾しろとまで言い出す始末。
モラシュ侯爵
シャナ古参の侯爵家当主。
王太子暗殺未遂事件を知るとすぐに、国王に側室を持つように進言する。
ナガト伯爵
シャナ古参の伯爵家当主。
モラシュ侯爵とは腹を割って話す間柄。
武辺者で武功により爵位を得ており、妻帯していないため、子もおらず一代貴族となっている。
王太子暗殺事件で国外の侯爵家からの調略に乗り、手引きを行った。
暗殺に加担したのは、他国からの報酬などではなく、自国の王家の血筋の少なさと前王妃への嫌悪感からであった。
幕引きとして、王太子暗殺の首謀者として公表されることとなる。
カイエン
シャナ王太子暗殺を請け負った裏組織の者。通称『双鞭』と呼ばれている。
カズルとはかつて暗殺組織『死の翼』での知り合いであり、その強さを理解している。

### ナグモ
レジョア
ナグモ王国の王弟。
カイナンからの完全独立を果たすためにオウミを巻き込んでの陰謀を画策する。
カイナン国王ゲインからの評価は「不満ばかりを喚き散らす躾のなっていない犬」。
アミレエ
ナグモ王国の伯爵。
オウミに対する陰謀の実働を取り仕切る。
カイナンの影の者に暗殺される。

## 世界観

### 文明レベル
世界の文化レベルは中世ヨーロッパに類似し、魔法と精霊が存在する。
記録媒体は一般的に羊皮紙が主流（ダィテス領はミリアーナの知識で紙が普及）
ただし、一部文化（服飾や紅茶など）中世以降に発展・確立したものがすでに存在しており、ミリアーナやクレナ達の考察で、過去に自分たちと同じ転生者によって一部文化に転生知識チートが用いられていると考えられている。
また、正確な地図はなく、大まかに国境線がある（ダィテスの国の地図どころか大陸全体図すら有している）

### 魔力
世界中に魔力があふれており、人里離れた場所に魔力が凝ると様々な現象が発生する。人々からは精霊に現象と捉えられていた
凝る場所には魔力が宿った精霊石が生成される。「火」「風」などの属性を持ち、精霊石の保有する魔力量により様々な現象を発生させる。
ミリアーナの現代知識チートにおいて、ガソリンが存在しないため、この精霊石を燃料の代用として作成されている。
ダィテスは竜骨の中腹に魔力凝りがあり、そこからの採掘や採掘量の減少以降は再利用の方向で量産している。

### “加護持ち”
魔力凝りは人体にも起こり、“加護持ち”という形で発言する。
“加護持ち”とは、魔力によって肉体的または精神的に能力が向上もしくは魔法という形となる。
肉体的な向上は即戦力として人々に快く迎えられるが、精神的な魔法については、ダィテス領以外では、あまり重宝されない。
“加護持ち”の向上にも大小があり、作中、“王級の加護持ち”とあるが、これは王になれるほどの力の持ち主という大雑把な名称で、加護の力も人それぞれに異なっている。
“加護持ち”の力を有しているかは、本人には自覚がなく、他者からの指摘で気づく。そのため、生涯知らないままでいる者もいる。
ただし、副作用的なことが存在し、“キレる”というようにちょっとしたことで精神が不安定になって暴走状態で暴れることがある（マティサの祖父の狂王など）。
暴走状態の“加護持ち”は同じレベルの“加護持ち”でないと止められず、ほとんどがそのまま“活力切れ”まで放置する。“活力切れ”とは、暴走状態ですべての力を使い果たして、体力・魔力が回復するまで身動きも取れない。大半は気絶して、目が覚めたら異様な空腹から大量の食事をとることになる。
加護持ちは体内に魔力凝りによって発言するが、それがあまりに大量すぎると肉体にも影響が出る。例としてはトゥールとナリスの年齢や性別に合わない若々しさと美貌がある。
登場人物の有する加護については登場人物を参照。

## 地理

### ダィテス領
オウミ王国の北の辺境。元は過去に政権争いに敗れた王族が公爵位を与えられ興した。
王都からは徒歩5日ほどかかる。距離的には東西の隣国の国境線に向かうのと同等。南の隣国の方がまだ近い。
領地三方を険しい山々（竜骨と称される山脈）に囲まれた天然の要塞。ただしダィテス側からはミリアーナのオーバーテクノロジーによりロープウェイや果ては軍事中継基地まで建造されている。
隣国との紛争地から離れているため、これまで派兵を行ったことがない。
ミリアーナ誕生の前までは、餓死者すら出す過酷な土地であった。ただし、近代化に伴って、死亡者は減少し、他領への移住者も激減している。
ミリアーナが前世の記憶から産業を興し、山脈から採れる岩塩および塩湖からの製塩、鉄鋼脈の発掘と農地拡大、工業発展と10年で驚愕の発展を遂げている。
対外的には秘密とされており、オウミ国王や貴族たちもその実態を把握していない。
ダィテスが注視されるようになると、隠れてではあるが、オウミ内に車による通信中継器を配して情報収集を行うようになる。
コシスが隣領地のスェールを拝領すると、その山間部に電波塔を建設。
エチル王太子暗殺未遂事件の際、各国の迅速な連絡手段として、いいように使われる（本来は高位高官が儀礼に則って通達するような公文書すらもは任せる始末）。
世界情勢の緊迫に従い、これまでの大砲や機関銃といった大型近代兵器から複数所持叶の小型銃器の開発が進められている。
大陸北方の動乱を見据えて、竜骨山脈の一部に越境するための施設を建設した。
セタ
ダィテス領の玄関口となる都市。
ダィテス侯爵の居城があり、ミリアーナとマティサの住居となる。
ミリアーナの技術改革による、世界への影響を考慮して、対外的な情報規制のための都市。蒸気機関車などの大量輸送施設がないだけで、在住面では他とはかけ離れた利便性を持つ。
外の目があるため、ダィテス領内外への交通は徒歩や馬車による移動となる。
ただし、ダィテス領へ攻め込まれる際、最初に当たる都市であるため、火薬武器（大砲および機関銃）が配備されている。
居城は地球世界の11世紀ヨーロッパの天守をいただくシェル・キープ城郭を模してはいるが、内部は防御面および居住面でミリアーナの魔改造が施されている。
ダイン
セタの隣の都市。セタからは徒歩1日の距離にある。
ここからがミリアーナの蒸気機関車を含めたオーバーテクノロジーが導入されている。
街中は自動車や記者の運用を前提に整備されている。

### オウミ王国
大陸中央の大国。ダィテス領も王国に属している。
四方を大国に囲まれ、西はエチルに接して戦がない。東はカイナンと接して過去から現在まで幾度も戦が続いている。南のハヤサとは同盟関係にある。
元は2つの王国があったが、物語開始の23年前、西側にあったミシュ国は王妃リサーナの父王サイガが自身で国を滅ぼし、娘婿であったオウミ国王ユティアスによって打ち取られ併呑された。
そのため国内の勢力は西部貴族は王妃派、東部貴族はマティサ派、南部貴族はシンラット侯爵を中心とした商業中心派、北部はダィテス侯爵を含む貴族連による穏健派の党争が蔓延っている。
ジュリアス王太子の初陣騒動以降、マティサの裏工作により、エチル・カイナン・ハヤサとの相互同盟が締結する。
王太子親衛隊は常に騎士団の半分の人員と定められており、マティサの時代の者とジュリアスの時代の者で倍近い人員となっていた。そのため、半分に分割し、マティサ配下であった者達で独立騎兵隊として再編される。
軍事構成として、東西南北に騎士団をそれぞれひとつ、王都に騎士団と近衛兵団と王太子親衛隊、そして独立騎兵隊が存在している。
王妃とそれに付き従った西方貴族の領地一体では、貴族及び王妃とジュリアス王太子の評判は低下してしまっている。

### カイナン
大陸中央東の大国。
国土は広いが土地は瘠せている。そのため、食糧難を解消するために侵略を行っている。
元は豪族達が少しでも旨味のある土地を求め争っていたところを先王が血の粛清によってまとめ上げた。
現国王は“王級加護持ち”のゲイン。
王太子は軽い“加護持ち”。
王城はケィファ城。

### エチル
大陸中央西の大国。山間部と平野に囲まれている。
前兄王シャラガの時代、周辺国に難癖をつけ大国へとのし上がった。国内は戦争と自身の享楽のために圧政をしいていた。
トゥールによって前兄王は討たれ、現在の平和な国となる。

### ハヤサ
大陸南端の中堅国。大陸外との貿易港を有する。
建国の動乱時、外敵から介入を阻止してもらってより、オウミ王国とは同盟を結んでいる。
元はモグワールという国で、内陸に近い大きな島を領地とする一豪族に過ぎなかったが、“王級加護持ち”『ハヤサの鬼姫』オクタヴィアが暗殺されたことに怒り狂ったナリスによって主家が滅ぼされ、新たにハヤサという国を興した。
ミリアーナの海産物欲しさの代価として、天測航法や羅針盤、海図作成方法、壊血病予防などにより周辺海洋国家より頭一つ抜け出ている。
また、同時に提供された海産物、とくにかつおぶしが国内で人気となる。

### ランカナ
ハヤサの隣国。
貿易港を有する国としてハヤサとナグモと張り合っていた。
ダイアナ王女がマティサ王太子と婚約を結んでいることで、オウミとの貿易が潤っていたが、マティサが廃嫡されると婚約を破棄。
そのため、オウミとの貿易がすべてハヤサに流れてしまい、国力が激減してしまった。
復権を賭けて、ジュリアス王太子に婚約を持ち掛けるも断られたことが、ジュリアス王太子誘拐事件の切っ掛けとなる。
ランカナ討伐戦争の敗北にて、多額の賠償金および穀物地帯を獲られて、さらに国力が弱体化した。

### ナグモ
ハヤサの隣国。カイナンの属国。
元モグワール王国の一部ではあったが、カイナン王国の助力にて独立。
オウミとランカナを含む四ヶ国同盟締結後、自国の完全独立を企み、オウミ東方騎士団の若手に思考誘導で戦端を起こさせようと画策する。

### カガノ
大陸最西端に位置する国。
遊牧民族が定着して誕生した国。

### フィール
東の海洋国家。
堕落したモグワール国をカモとして栄えていたが、ハヤサによりモグワールが滅ぼされた結果、借金返済がなくなってしまった。
ハヤサを恨んでいたが、王太子ワイズの先見の明によりハヤサと国交を結んでともに栄える。
ナリス王の長女タヴィナを王太子妃に迎え入れる。
ダィテスとの貿易（間にはハヤサが入るが）を取り付ける。その対価の一つに、海洋国家故の大陸全土、特にオウミから見て大陸の反対側の情勢をダィテスに伝えることとなる。

### オルタンス
カガノの東にある強国。
同じく遊牧民族が定着して誕生した国。
馬の産地として大陸に名が轟く。
王太子ジェイクスがカガノの第三王女オルシェッタを妃に迎える。

### ハーゲン帝国
竜骨以北の他国への侵略を繰り返している大国。
ミリアーナがフィールから聞いた情報により、その侵攻が活発になっているとのこと。
ただし、その侵攻も占領後の安定統治を無視して次への侵攻を行っている。そのため、ミリアーナからはいずれ身動きが取れなくなるだろうと予測されている。

### シャナ
大陸を東西に分断する竜骨山脈で、唯一南北に通り抜けることが可能な位置ある国。
オウミからは西にエチル、モリの次の位置している。
防衛に際し、峻厳な土地柄と一定量の軍しか通過できない狭い竜骨山脈の切れ目などの地の利を生かして帝国の侵攻を食い止めている。
特出する名産品や産業はないが、岩塩が少量産出されている。
軽い”加護持ち”が二人存在している。

### ホルク
エチルのトゥール王女児誕生に端を発した、王太子ルーファス暗殺未遂事件を首謀。
国王はシナト。王弟はラガシで王太子暗殺の首謀者。

## 既刊一覧

### 小説
- 牧原のどか（著）・hi8mugi（イラスト） 『ダィテス領攻防記』 アルファポリス〈レジーナブックス〉、全8巻
  1. 2013年9月30日初版発行、ISBN 978-4-434-18353-9
  2. 2014年3月31日初版発行、ISBN 978-4-434-19048-3
  3. 2014年8月31日初版発行、ISBN 978-4-434-19625-6
  4. 2015年2月6日初版発行、ISBN 978-4-434-20194-3
  5. 2015年7月6日初版発行、ISBN 978-4-434-20776-1
  6. 2015年12月1日初版発行、ISBN 978-4-434-21354-0
  7. 2016年9月5日初版発行、ISBN 978-4-434-22353-2
  8. 2017年6月5日初版発行、ISBN 978-4-434-23340-1

### 漫画
- 牧原のどか（原作）・狩野アユミ（作画） 『ダィテス領攻防記』 アルファポリス〈レジーナCOMICS〉、全6巻
  1. 2017年6月5日初版発行、ISBN 978-4-434-23211-4
  2. 2018年2月5日初版発行、ISBN 978-4-434-24065-2
  3. 2018年8月29日初版発行、ISBN 978-4-434-24901-3
  4. 2019年4月3日初版発行、ISBN 978-4-434-25738-4
  5. 2021年1月26日初版発行、ISBN 978-4-434-28412-0
  6. 2021年7月30日初版発行、ISBN 978-4-434-29140-1